# Дюваль, Жюльен
Жюльен Дюваль (фр. Julien Duval; род. 27 мая 1990, Эврё, Франция) — французский профессиональный шоссейный велогонщик, выступающий с 2017 года за команду «AG2R Citroën».

## Карьера
Жюльен Дюваль четыре года своей карьеры выступал на континентальном уровне. В ноябре 2016 года Команда AG2R La Mondiale объявила о подписании с ним контракта на 1 год. 
Жюльен Дюваль: «После четырёх лет выступления в континентальных командах я очень счастлив начать новый этап. Понимаю, что мне предоставлен огромный шанс, надеюсь, что им воспользуюсь в полной мере. За два прошлых сезона я ставил перед собой цель завоевать место в команде Мирового тура. Надеюсь, что смогу войти в состав на прекрасных брусчатых классиках, чтобы помочь лидерам, используя все свои возможности. Я не попадаю в полностью незнакомую среду, потому что с некоторыми гонщиками мы выступали вместе за любительские клубы – с Алексисом Гужаром в Нормандии вместе были стажёрами».

## Достижения
2009
2-й - Чемпионат Франции, трек, индивидуальная гонка преследования
2010
2-й - Чемпионат Франции, трек, командная гонка преследования
3-й - Чемпионат Европы, трек, командная гонка преследования (U23)
2-й - Trio Normand (Lillebonne)
2011
1-й  - Чемпион Франции, трек, мэдисон (вместе с Александром Лемером)
2013
3-й - Чемпионат Франции, трек, омниум
1-й  - Чемпион Франции, трек, мэдисон (вместе с Морганом Кнейски)
3-й - Paris - Troyes
2-й - Париж — Аррас Тур
2014
3-й - Париж — Аррас Тур
1-й на этапе 1 (одинаковый результат еще с 5 гонщиками)
2-й - GP Cristal Energie
3-й - Gent, Scratch
2015
1-й - Open des Nations sur Piste de Roubaix
2-й - Чемпионат Франции, трек, мэдисон
2016
3-й - La Roue Tourangelle
2018
3-й - Гран-при Денена

### Гранд-туры
| Гонка           | 2017 | 2018 |
| --------------- | ---- | ---- |
| Джиро д'Италия  | —    | —    |
| Тур де Франс    | —    | —    |
| Вуэльта Испании | 107  | 157  |

| —  | Не участвовал  |
| НФ | Не финишировал |